# Fi Herculis
Fi Herculis (φ Herculis, förkortat Fi Her, φ Her), som är stjärnans Bayer-beteckning, är en dubbelstjärna i den västra delen av stjärnbilden Herkules. Den har en skenbar magnitud på 4,23 och är synlig för blotta ögat där ljusföroreningar ej förekommer. Baserat på parallaxmätningar i Hipparcos-uppdraget på ca 16,0 mas beräknas den befinna sig på ca 204 ljusårs (63 parsek) avstånd från solen.

## Egenskaper
Primärstjärnan Fi Herculis A är en blå till vit stjärna i huvudserien av spektralklass B9 VspHgMn  och är en kemiskt ovanlig stjärna av typen kallad en kvicksilver-manganstjärna. Den har en massa som är ca 3 gånger solens massa, en radie som är ca 2,1 gånger större än solens och utsänder ca 72 gånger mera energi än solen från dess fotosfär vid en effektiv temperatur på ca 11 500 K.
Fi Herculis, eller 11 Herculis, är en roterande variabel av Alfa2 Canum Venaticorum-typ (ACV). Den varierar i skenbar magnitud mellan 4,22 och 4,23 med en period av 7,0225 dygn. Den är en enkelsidig spektroskopisk dubbelstjärna med en omloppsperiod på 564,8 dygn och en excentricitet av 0,526.
Följeslagaren Fi Herculis B är en stjärna i huvudserien av spektralklass A8V.. Skillnaden i magnitud mellan de två stjärnorna är 2,64. Den separerades första gången år 2004 med hjälp av interferometri.